# 巴拉博伊
46°16′46″N 30°31′7″E / 46.27944°N 30.51861°E

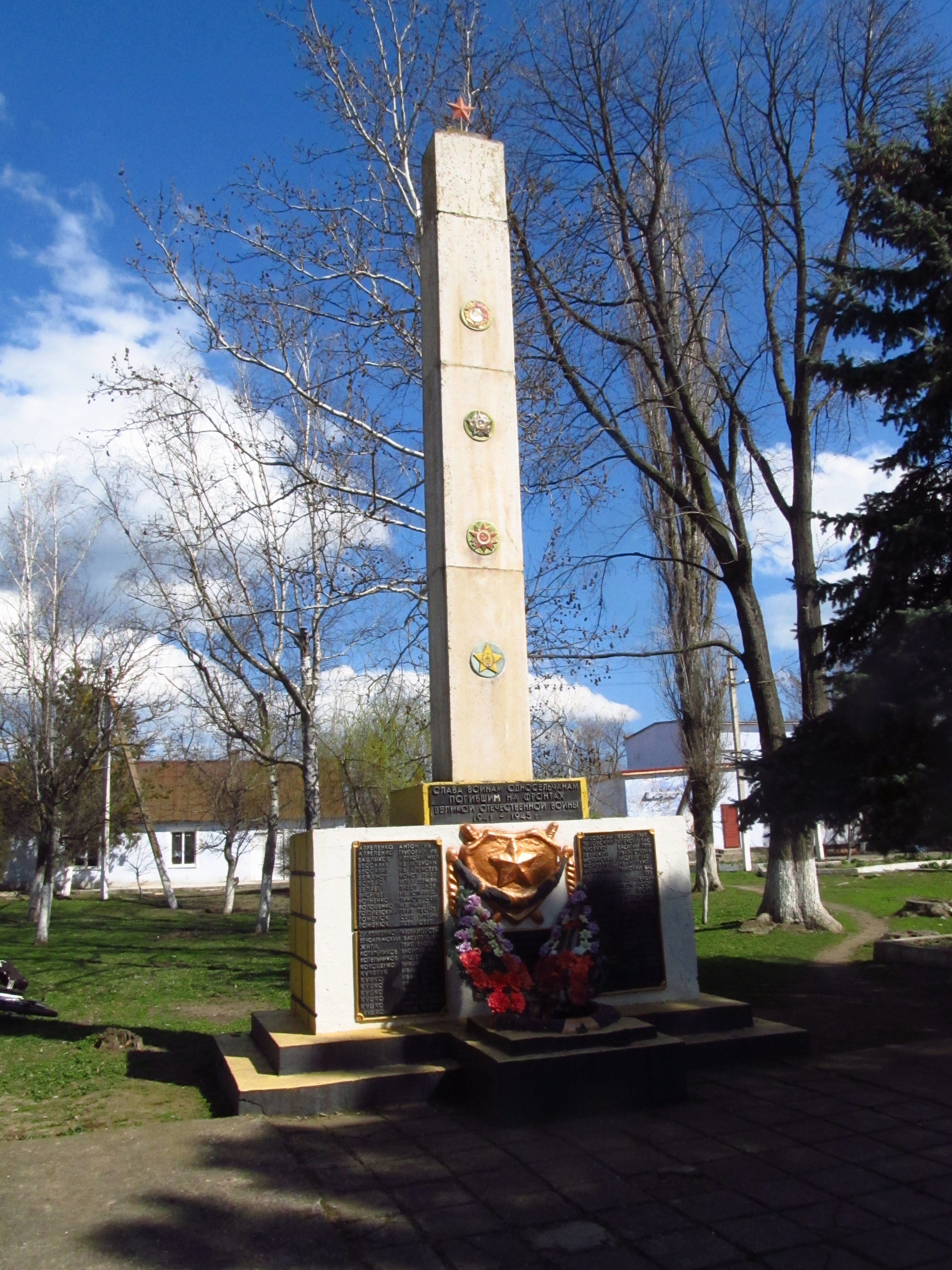

巴拉博伊（烏克蘭語：Барабой）是位於烏克蘭西南部的村莊，由敖德萨州敖德萨区的達利尼克市鎮負責管轄。該村處於巴拉博伊河畔，始建於1794年，面積1.79平方公里，海拔高度15米，2001年人口1,533。